# Большое Пульниково
Большое Пульниково — село в Камышловском районе Свердловской области, входит в Галкинское сельское поселение.
День села отмечается ежегодно 12 июля.

## География
Большое Пульниково расположено в живописном месте, в 18 километрах к северу от Камышлова  и в 129 километрах к востоку от Екатеринбурга, по обоим берегам реки Юрмач — левого притока Пышмы. В селе есть пруд, в котором водятся караси и гольяны. По данным на 2009 год, в Большом Пульникове 77 жилых домов.
В полукилометре к востоку от Большого Пульникова проходит Камышловский тракт (Камышлов — Ирбит — Тавда). В данной местности от тракта отходит дорога на северо-запад, в село Кочнёвское, а немного южнее — на восток, в Пышму.

### Часовой пояс
Большое Пульниково, как и вся Свердловская область, находится в часовой зоне МСК+2. Смещение применяемого времени относительно UTC составляет +5:00.

## Население
| 2002 | 2010 |
| ---- | ---- |
| 188  | ↘144 |

## Инфраструктура
В Большом Пульникове три улицы: Зелёная, Комарова и Красных Партизан.